# Tyrosol
Tyrosol ist ein phenolischer Naturstoff.

## Vorkommen

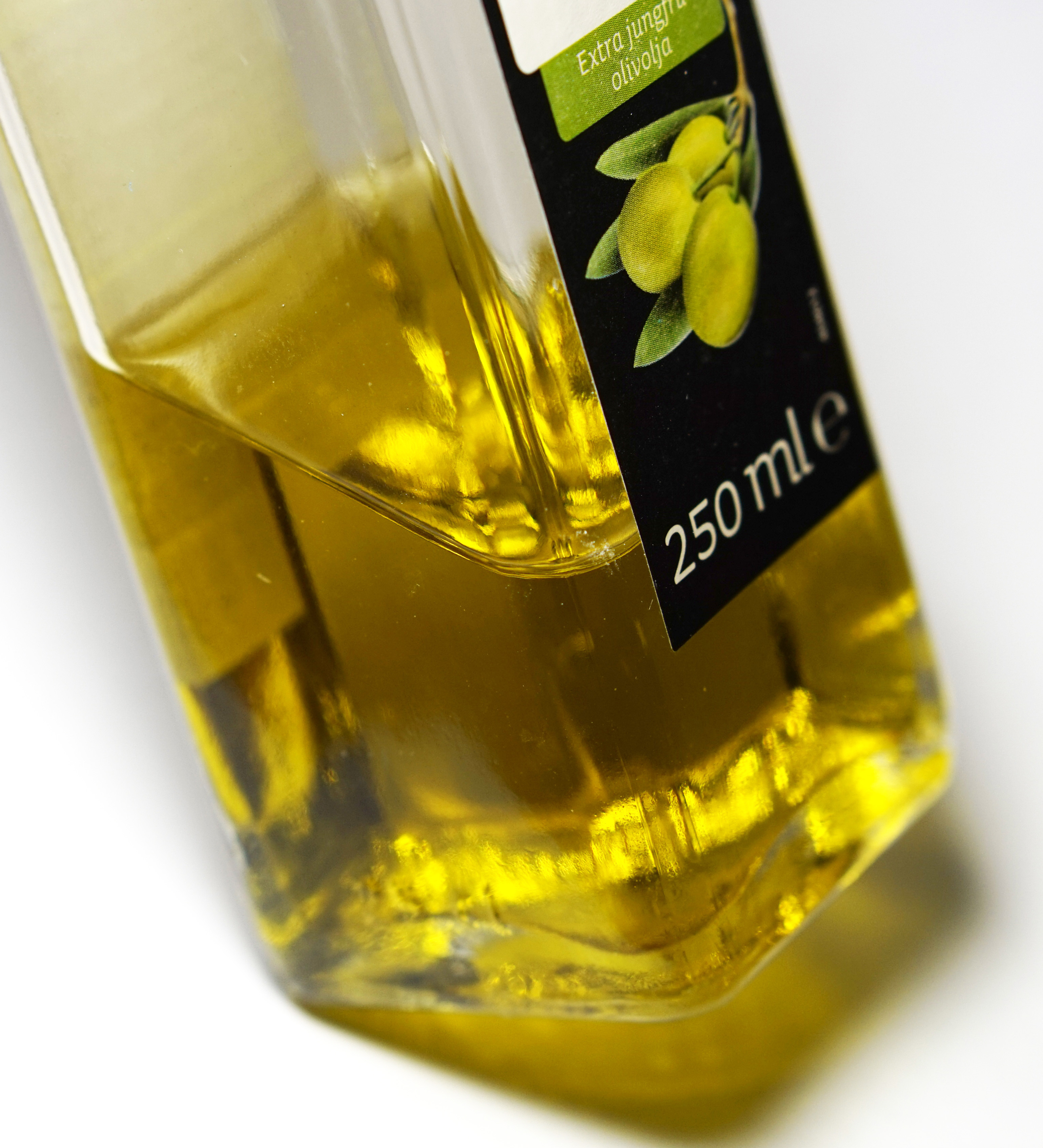
Tyrosol kommt unter anderem in Olivenöl vor

Tyrosol kommt beispielsweise in Olivenöl und Wein vor. Es ist außerdem in den Wurzeln des Rosenwurz enthalten. Im menschlichen Metabolismus wird aus Tyramin gebildet. Es kommt auch als Nebenprodukt in Gärungsprozessen durch Hefen vor. Bei Candida albicans dient die Verbindung dem Quorum Sensing.

## Biosynthese
Die Biosynthese durch Saccharomyces cerevisiae geht von Tyrosin aus.

## Eigenschaften
In verschiedenen Studien konnten antioxidative und entzündungshemmende Eigenschaften festgestellt werden.

## Verwendung
Tyrosol wird als Aromastoff verwendet und ist in der EU unter der FL-Nummer 02.166 für Lebensmittel allgemein zugelassen.